# D (ånglok)
D (Da, Db) var SJ:s littera på ånglok anskaffade under åren 1874–1891.
D-loken byggdes enligt tysk standardmodell av Borsig, Nohab i Trollhättan och Motala Verkstad.
De tre sista loken i D-serien fick littera Db, då de hade en annan konstruktion på ångpannan. De tidigare loken omlitterades då till Da. Underlittera Da1 och Da2 förekom beroende på typ av ångpanna.
D-loken skrotades under åren 1911–1925. Ett av loken finns bevarat på Sveriges Järnvägsmuseum.